# Анестис, Яннис
Яннис Анестис (греч. Γιάννης Ανέστης; 9 марта 1991, Халкида, Греция) — греческий футболист, вратарь клуба «Гётеборг».

## Клубная карьера
Анестис — воспитанник столичного клуба «Паниониос». 21 апреля 2013 года в матче против «Олимпиакоса» он дебютировал в греческой Суперлиге,. Летом 2014 года Яннис перешёл в столичный АЕК. 12 октября в матче против «Панегиалиоса» он дебютировал во Второй лиге Греции. По итогам сезона Анестис помог клубу выйти в элиту. 21 декабря 2015 года в матче против «Левадиакоса» он дебютировал за столичный клуб на высшем уровне. В 2016 году Яннис стал обладателем Кубка Греции.
В ноябре 2018 года Яннис Анестис подписал контракт с шведским клубом «Гётеборг». В составе нового клуба Анестис дебютировал в феврале 2019 года в матче Кубка Швеции против «Нючёпинга». В 2020 году  с «Гётеборгом» Анестис выиграл Кубок Швеции.

## Достижения
АЕК
- Обладатель Кубка Греции: 2015/16